# Karayolları Spor Kulübü
Karayolları Spor Kulübü  est un club turc de volley-ball fondé en 1991 et basé à Ankara, évoluant pour la saison 2020-2021 en Misli.com Sultanlar Ligi.

## Effectifs

### Saison 2020-2021
| No                                                                                 | Nom                                                                                | Date de naissance                                                                  | Taille                         | Poids                          | Poste                          |
| ---------------------------------------------------------------------------------- | ---------------------------------------------------------------------------------- | ---------------------------------------------------------------------------------- | ------------------------------ | ------------------------------ | ------------------------------ |
| 1                                                                                  | Nur Özaydınlı                                                                      | 1er novembre 2002                                                                  | 188                            | 70                             | Centrale                       |
| 2                                                                                  | Symone Abbott                                                                      | 27 septembre 1996                                                                  | 186                            |                                | Réceptionneuse-attaquante      |
| 3                                                                                  | Gülçin Doğan                                                                       | 19 mai 1990                                                                        | 169                            |                                | Libero                         |
| 4                                                                                  | Selis Selvi                                                                        | 14 novembre 1999                                                                   | 180                            |                                | Réceptionneuse-attaquante      |
| 5                                                                                  | Selin Navruz                                                                       | 22 avril 1997                                                                      | 165                            |                                | Libero                         |
| 7                                                                                  | Yuliya Gerasymova                                                                  | 15 septembre 1989                                                                  | 185                            | 76                             | Centrale                       |
| 8                                                                                  | Ainise Havili                                                                      | 24 avril 1996                                                                      | 178                            | 67                             | Passeuse                       |
| 9                                                                                  | Ezgi Akyaldız                                                                      | 25 mai 1998                                                                        | 183                            | 69                             | Réceptionneuse-attaquante      |
| 10                                                                                 | Ayçin Akyol                                                                        | 15 juin 1999                                                                       | 184                            | 72                             | Centrale                       |
| 11                                                                                 | Kübra Kegan                                                                        | 18 juillet 1995                                                                    | 178                            | 58                             | Passeuse                       |
| 12                                                                                 | Tuğçe Ceyhan                                                                       | 3 juin 1995                                                                        | 180                            |                                | Réceptionneuse-attaquante      |
| 17                                                                                 | Tutku Burcu Yüzgenç                                                                | 15 janvier 1999                                                                    | 188                            | 61                             | Réceptionneuse-attaquante      |
| 18                                                                                 | Ezgi Kara                                                                          | 27 décembre 2000                                                                   | 185                            | 71                             | Centrale                       |
| 19                                                                                 | Fatma Nur Yılmaz                                                                   | 9 octobre 2000                                                                     | 185                            | 70                             | Centrale                       |
|                                                                                    |                                                                                    |                                                                                    |                                |                                |                                |
| Encadrement technique                                                              | Encadrement technique                                                              |                                                                                    | Légende                        | Légende                        | Légende                        |
| Entraîneur : Hüseyin Doğanyüz                                                      | Entraîneur : Hüseyin Doğanyüz                                                      | Entraîneur : Hüseyin Doğanyüz                                                      | : Capitaine                    | : Capitaine                    | : Capitaine                    |
| Entraîneur(s) adjoint(s) : Sadık Şatıroğlu Entraîneur(s) adjoint(s) : Ali Gönencan | Entraîneur(s) adjoint(s) : Sadık Şatıroğlu Entraîneur(s) adjoint(s) : Ali Gönencan | Entraîneur(s) adjoint(s) : Sadık Şatıroğlu Entraîneur(s) adjoint(s) : Ali Gönencan | : Joueuse blessée actuellement | : Joueuse blessée actuellement | : Joueuse blessée actuellement |